# جغرافيا الجبل الأسود
| \| \|                           |                                                                         |
| القارة                          | أوروبا                                                                  |
| المنطقة                         | البلقان                                                                 |
| إحداثيات جغرافية                | 42°30′N 19°18′E / 42.500°N 19.300°E                                     |
| المساحة                         | 13,812 كم²                                                              |
| الشريط الساحلي                  | 294 كيلومتر (183 ميل)                                                   |
| الدول المجاورة وطول الحدود معها | البوسنة والهرسك 225 كم، · ألبانيا 172 كم، صربيا 124 كم، · كرواتيا 14 كم |
| أعلى نقطة                       | زلا كولاتا - 2،535 متر.                                                 |
| أدنى نقطة                       | البحر الأدرياتيكي - 0 متر.                                              |
|                                 |                                                                         |

الجبل الأسود أو مونتينيغرو (مونتنغرية : Crna Gora، (بالصربية: Црна Гора)) هي دولة جبلية صغيرة في جنوب غرب شبه جزيرة البلقان. تحد الجبل الأسود كل من دول كرواتيا والبوسنة والهرسك وصربيا وكوسوفو وألبانيا إضافة إلى البحر الأدرياتيكي. على الرغم من كون البلد لا تتجاوز مساحته 13,812 كيلومتر مربع (5,332 ميل مربع)، إلا أنه يتوفر على تضاريس طبيعية متنوعة جدا.

## الموقع
تقع الجبل الأسود في جنوب شبه جزيرة البلقان، ومساحتها تُعد صغيرة نسبيا(13,812 كم مربع) حيث أنها أصغر من ولاية كونيتيكت. تحدها من الغرب دولة كرواتيا، ومن الشمال البوسنة والهرسك، ومن الشرق صربيا وكوسوفا، ومن الجنوب ألبانيا. الجبل الأسود هي دولة ساحلية حيث أنها تمتد لـ200 كم على ساحل البحر الأدرياتيكي الذي يحدها من الجنوب الغربي. ساحل الجبل الأسود هو مساحة ضيقة من الأرض مرتفعة في الكثير من المناطق، لكن بالرغم من ذلك فهي مشهورة ببعض سواحلها الرملية والتي تنتشر فيها النباتات الاستوائية. يَشغل معظم مساحة الجبل الأسود جبل ضخم وعالٍ تقطعه أنهار وأودية عميقة، وأكبر المُنخفضات فيها تُوجد في جنوبها قريبا من الساحل. تنتشر في الجبل الأسود المناطق الجبلية والغابات الكثيفة، وتتوسطها السهول.

## تضاريس
تتنوع التضاريس في الجبل الأسود ما بين الجبال العالية في الجزء الشمالي من البلاد، والمناطق الجيرية الكارستية في الجزء الأوسط والغربي، وصولا إلى حوالي 300 كم مساحة السهل الساحلي. يختفي السهل الساحلي تماما في الشمال، حيث يغرق جبل لوفين وسلاسل الجبال الأخرى في مدخل خليج كوتور. وتشتهر المنطقة الساحلية بكونها منطقة نشيطة زلزاليا.
تضم الجبال العالية في الجبل الأسود بعضا من أكثر التضاريس وعورة في أوروبا. يصل معدل ارتفاع هاته الجبال إلى أكثر من 2,000 متر (6,562 قدم). من بين القمم البارزة قمة بوبوتوف كوك في جبل دورميتور، التي يصل ارتفاعها إلى 2,523 متر (8,278 قدم). كانت جبال الجبل الأسود الجزء الأكثر تآكلا في شبه جزيرة البلقان خلال الفترة الجليدية الأخيرة .

## الساحل
يبلغ طول ساحل الجبل الأسود 294 كيلومتر (183 ميل). بخلاف جارتها الشمالية كرواتيا، ليس لدى الجبل الأسود جزر كبيرة مأهولة على طول الساحل. من المعالم البارزة لساحل الجبل الأسود خليج كوتور، وهو مضيق يشبه الخليج، ولكن في الواقع هو أخدود مغمور. تحيط بخليج كوتور جبال يصل علوها 1,000 متر (3,281 قدم).
إلى الجنوب من خليج كوتور، يوجد هناك سهل ساحلي ضيق، لا يزيد عرضه عن 4 كم، والدي تحيط به الجبال العالية من الشمال. وفر السهل مساحة للعديد من المستوطنات الساحلية الصغيرة.

## المساحات المائية

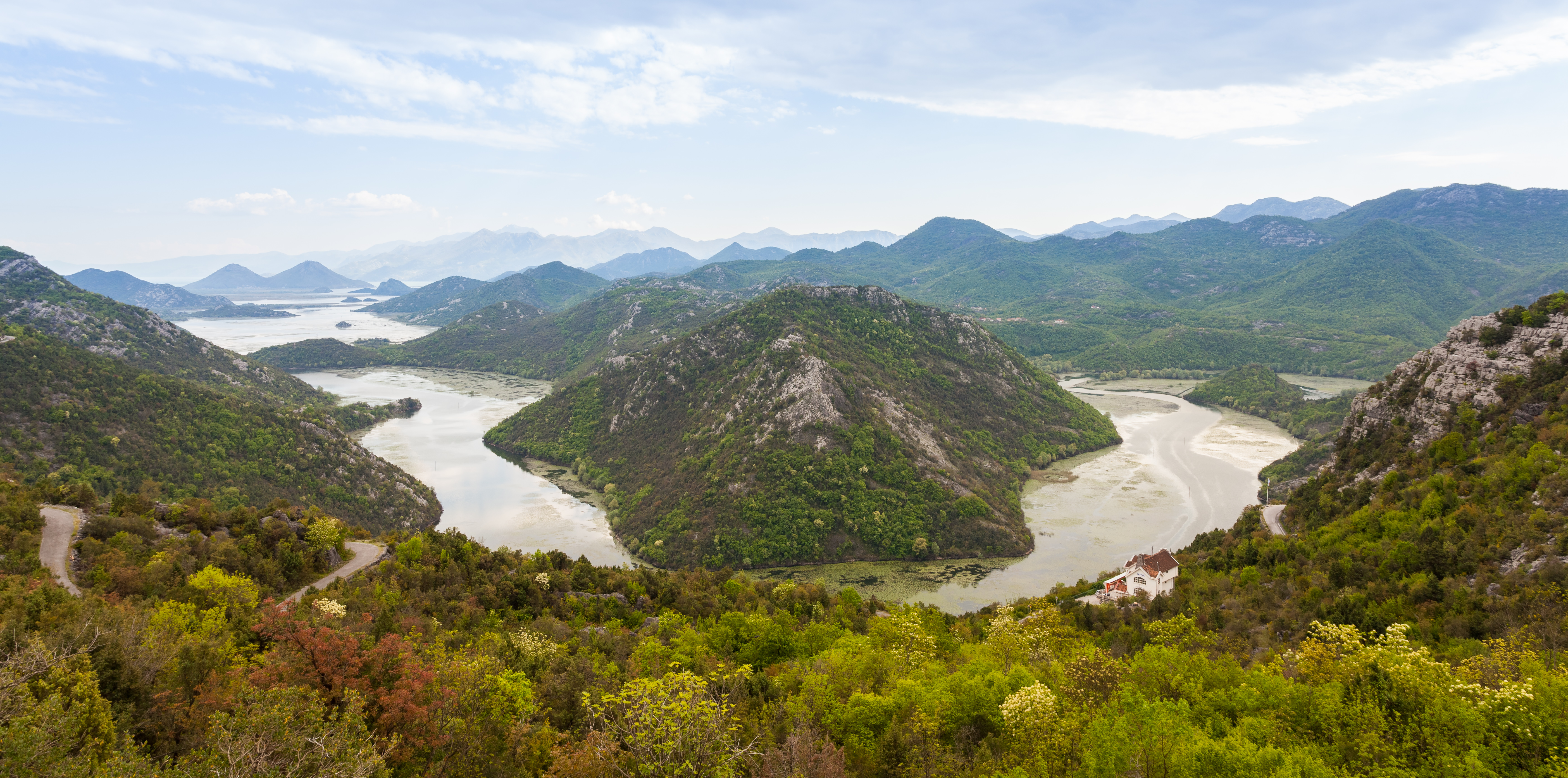
لاغو سكادار في الجبل الأسود

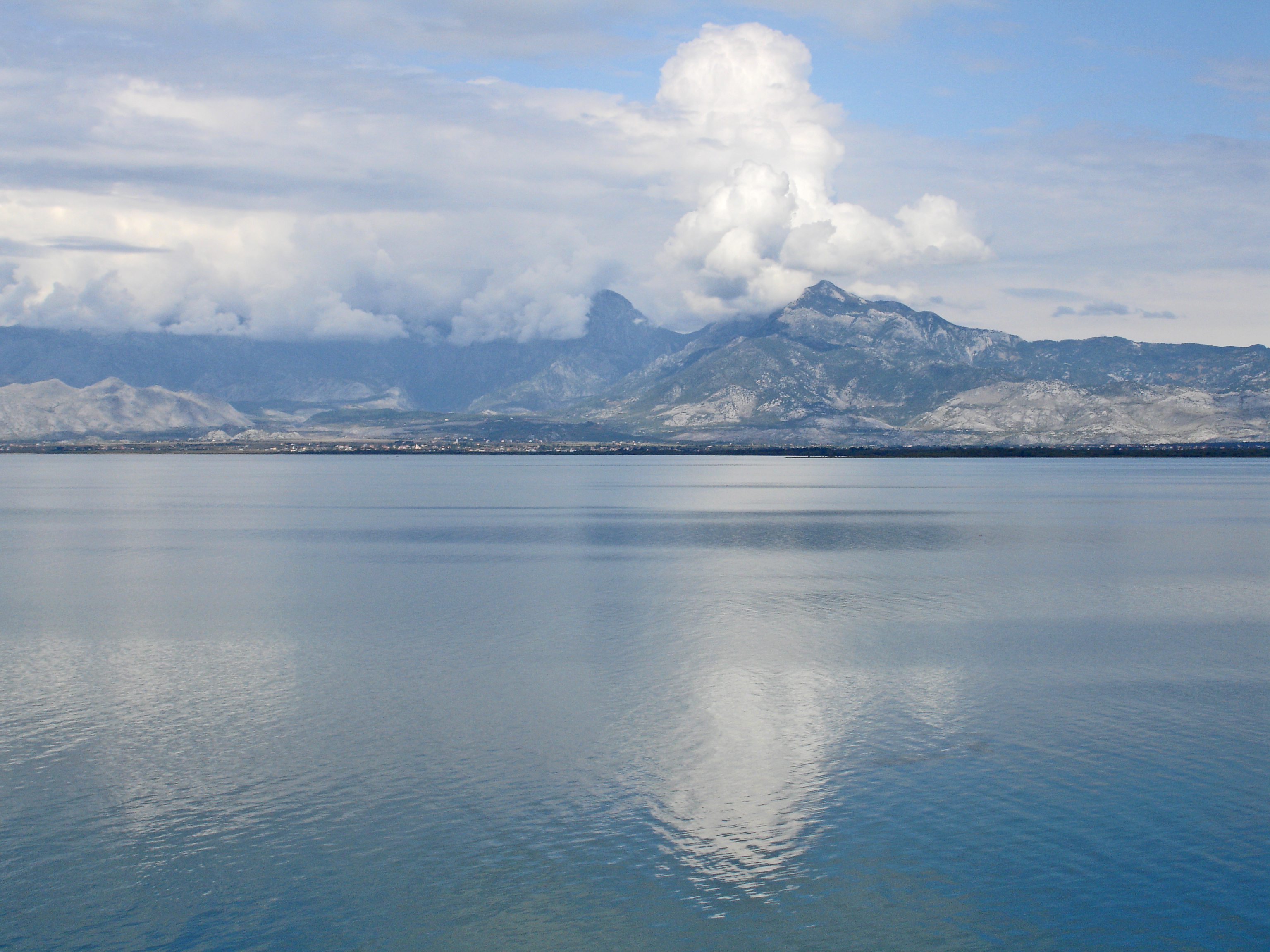
بحيرة سكيوتاري

يوجد في شمال الجبل الأسود نهران أساسيان هما ليم وتارا، وتتدفق هذه الأنهار لتصُب في نهر الدانوب عبر نهر درينا في البوسنة والهرسك. أما في الجنوب، فتتدفق الجداول المائية والأنهار نحو البحر الأدرياتيكي.
أكبر بحيرة في الجبل الأسود ومنطقة البلقان هي بحيرة سكوتاري، وتعرف محليا باسم Skadarsko Jezero. تقع البحيرة بالقرب من الساحل وتمتد عبر الحدود الدولية إلى شمال ألبانيا، ويبلغ طولها 50 كيلومتر (31 ميل) و 16 كيلومتر (9.9 ميل) عرضا، مع مساحة إجمالية تُقدر ب370 كيلومتر مربع (142.9 ميل2). حوالي 60 في المئة من مياه البحيرة تقع داخل أراضي الجبل الأسود.
تشتهر المناطق الجبلية في الجبل الأسود ببحيراتها المتعددة.

## إحصائيات
الإحداثيات الجغرافية : 42°30′N 19°18′E / 42.500°N 19.300°E
المساحة - مقارنة : أصغر قليلا من ولاية كونيتيكت، الولايات المتحدة.
المساحة :
المجموع : 13،812 كيلومتر مربع (5332 ميل مربع).
الأراضي : 13،452 كيلومتر مربع (5،193 ميل مربع).
المساحات المائية : 360 كيلومتر مربع (138 ميل مربع).
السكان : 620,145 (تعداد عام 2003) ؛ 653,474 (تقديرات عام 2013).
طول الساحل (الخط الساحلي) : 293.5 كم (182 ميل).
طول الحدود الدولية : 625 كم (388 ميل) (كاملة).
- مع كرواتيا : 14 كم (8 ميل) أو 25 كم (15 ميل) [3][4]
- مع البوسنة والهرسك : 225 كم (139 ميل)
- مع صربيا : 124 كم (77 ميل)
- ومع ألبانيا : 172 كم (106 ميل)

الأرض المزروعة: 517,153 هكتار
استخدام الأراضي:
- الأراضي الصالحة للزراعة: 12.45٪
- محاصيل دائمة : 1.16٪
- أخرى : 86.39٪

الأرض المروية : 24.12 كم 2
النقاط
- أدنى نقطة :
  - البحر الأدرياتيكي - 0 م.
- أعلى نقطة :
  - زلا كولاتا - 2،535 متر.
- أقصى نقطة في الشمال :
  - موسيفيتسي، بلدية بليفليا - 43°32′N 18°58′E / 43.533°N 18.967°E.
- أقصى نقطة في الجنوب :
  - مالا أدا، بلدية أولسيني - 41°55′N 19°22′E / 41.917°N 19.367°E.
- أقصى نقطة في الشرق :
  - يابلانتشا، بلدية روزاي - 42°53′N 20°21′E / 42.883°N 20.350°E.
- أقصى نقطة في الغرب :
  - بريفور، بلدية هرسك نوفي - 42°29′N 18°26′E / 42.483°N 18.433°E.